# Německá hymna
Hymna Německa je  3. sloka písně Das Lied der Deutschen (česky Píseň Němců). Celá píseň má tři sloky, od roku 1952 se používá pouze poslední. Hudbu složil rakouský skladatel Joseph Haydn, má totožnou melodii jako někdejší rakouská císařská hymna. Slova původní básně napsal německý básník August Heinrich Hoffmann von Fallersleben.

## Historie hymny
Její text napsal 26. srpna 1841 na Helgolandu německý básník, jazykovědec a historik literatury August Heinrich Hoffmann von Fallersleben. Tato píseň se skládala ze tří slok, z nichž první začínala slovy „Deutschland, Deutschland über alles“. V roce 1922 ji za hymnu oficiálně uznal první prezident Německé republiky, Friedrich Ebert. Melodie byla vypůjčena od rakouské císařské hymny „Kaiserhymne“, jejíž melodie (avšak s jinými slovy) byla dříve používána i pro hymnu Německého císařství. Složil ji Joseph Haydn. 
Píseň „Das Lied der Deutschen“ byla napsána v době roztříštění Německa. Později zprofanovaná úvodní fráze Deutschland, Deutschland, über alles („Německo, Německo nade všecko“) byla původně míněna ve smyslu, že jednotné Německo je lepší než rozdrobenost na mnoho států Německého spolku.
Zeměpisné údaje, uvedené v první sloce, vymezovaly hranice středoevropského rozšíření německy mluvícího obyvatelstva v polovině 19. století (Máza – Němen, Etsch/Adiže – Belt), a proto po druhé světové válce Spojenci zakázali publikovat a uvádět tuto sloku, jelikož si Německo nemohlo nárokovat území pod kontrolou vítězných mocností. První pokusy o užívání třetí sloky jako hymny se v roce 1950 ještě setkaly s odporem, ale nakonec byla roku 1952 třetí sloka „Einigkeit und Recht und Freiheit“ (Jednota, právo a svoboda) jako hymna tehdejšího Západního Německa přijata. Zůstala jako hymna i po sjednocení s východními zeměmi, čímž v tomto kontextu nabyla dalšího významu.
V krátkém období po konci druhé světové války a před rokem 1952 se při některých oficiálních příležitostech jako hymna používala vlastenecká píseň „Ich hab mich ergeben“ německého básníka Hanse Ferdinanda Maßmanna.

## Text a český překlad
| Das Lied der Deutschen Einigkeit und Recht und Freiheit Für das deutsche Vaterland! Danach lasst uns alle streben, Brüderlich mit Herz und Hand! Einigkeit und Recht und Freiheit Sind des Glückes Unterpfand: Blüh im Glanze dieses Glückes, Blühe, deutsches Vaterland! | Píseň Němců Jednota, právo a svoboda německé vlasti! O to se všichni snažme bratrským srdcem a rukou. Jednota, právo a svoboda Jsou zárukou štěstí. Rozkvétej v záři tohoto štěstí rozkvétej, německá vlasti! |

Kompletní text písně:

Das Lied der Deutschen

Einigkeit und Recht und Freiheit

Rozšíření němčiny v roce 1841, kdy byla hymna napsána, s vyznačenými hraničními body zmíněnými v hymně. Červená linie ohraničuje tehdejší Německý spolek.

Deutschland, Deutschland über alles,

Über alles in der Welt,

Wenn es stets zu Schutz und Trutze

Brüderlich zusammenhält,

Von der Maas bis an die Memel,

Von der Etsch bis an den Belt –

Deutschland, Deutschland über alles,

Über alles in der Welt!

Deutsche Frauen, deutsche Treue,

Deutscher Wein und deutscher Sang

Sollen in der Welt behalten

Ihren alten schönen Klang,

Uns zu edler Tat begeistern

Unser ganzes Leben lang –

Deutsche Frauen, deutsche Treue,

Deutscher Wein und deutscher Sang!

Einigkeit und Recht und Freiheit

Für das deutsche Vaterland!

Danach lasst uns alle streben

Brüderlich mit Herz und Hand!

Einigkeit und Recht und Freiheit

Sind des Glückes Unterpfand –

Blüh im Glanze dieses Glückes,

Blühe, deutsches Vaterland!